# Інга (Вавозький район)
Інга́ (рос. Инга) — присілок (у минулому селище) в Вавозькому районі Удмуртії, Росія.

## Населення
Населення — 41 особа (2010; 92 в 2002).
Національний склад (2002):
- росіяни — 60 %
- удмурти — 38 %

## Господарство
Присілок розкинувся на обидва береги річки Інга, серед боліт, на правому березі розташована залізнична платформа Інга на залізниці Іжевськ-Кільмезь. Від присілка на північ уздовж лівого берега Інги проходить Інгинська вузькоколійна залізниця, яка використовується для вивезення торфу.
Урбаноніми:
- вулиці — Гагаріна, Зелена, Лівобережна, Правобережна, Соснова, Торф'яна, Центральна
- провулки — Центральний